# Buzz Arlett

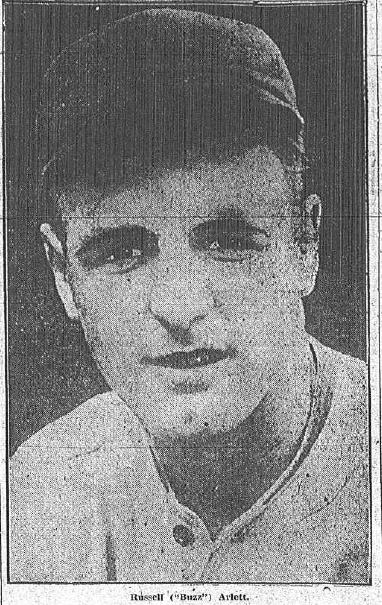
Russell Loris "Buzz" Arlett

Russell Loris "Buzz" Arlett (Elmhurst, California, 8 de enero de 1899-16 de mayo de 1964, Minneapolis, Minnesota) fue un beisbolista estadounidense. Apodado el "Babe Ruth de las ligas menores, consiguió en 17 temporadas (5 siendo pitcher) 432 home runs con un promedio de bateo de .336. Su registro de home runs fue récord de las ligas menores hasta que lo superó Mike Hessman.